# دواير الزمان
دواير الزمان هو مسلسل مغربي أُنتج سنة 2000 من إخراج فريدة بورقية، وبطولة عدد من الممثلين المغاربة في مقدمتهم عبد القادر مطاع ، محمد الكغاط، محمد البسطاوي، وآخرين.
سيناريو المسلسل مقتبس من رواية «المرأة التي» لعبد الرحيم بهير.

## قصة العمل
يتمحور موضوع المسلسل حول برلماني سابق يتقدم للانتخابات ويسعى إلى الفوز بطرق ملتوية، إلا أنه يفشل في تحقيق أهدافه، وتتفرع عن هذه القصة المحورية مجموعة من القضايا التي تكشف الغطاء عن تداعيات الواقع المغربي وقضاياه السياسية والاقتصادية والاجتماعية، مثل الفساد الإداري والتعليم والبطالة.

## أماكن التصوير
صورت معظم المشاهد في مدينة الصويرة بالإضافة إلى مدينة أزيلال ومدينة تارودانت.

## وصلات خارجية
- المغربية فريدة بورقية تخرج «دواير الزمان»
- القناتان المغربيتان الأولى والثانية تستعدان لرمضان بأعمال درامية وكوميدية محلية: «دواير الزمان» و«النية تغلب»